# Сесвете Лудбрешке
Сесвете Лудбрешке су насељено место у саставу општине Свети Ђурђ у Вараждинској жупанији, Хрватска. До територијалне реорганизације у Хрватској налазиле су се у саставу старе општине Лудбрег.

## Становништво
На попису становништва 2011. године, Сесвете Лудбрешке су имале 492 становника.

## Попис1991.
На попису становништва 1991. године, насељено место Сесвете Лудбрешке је имало 561 становника, следећег националног састава:
| Попис 1991.‍  | Попис 1991.‍  | Попис 1991.‍ | Попис 1991.‍ | Попис 1991.‍ |
| ------------ | ------------ | ----------- | ----------- | ----------- |
|              |              |             |             |             |
| Хрвати       | Хрвати       |             | 547         | 97,50%      |
| Југословени  | Југословени  |             | 7           | 1,24%       |
| Словенци     | Словенци     |             | 1           | 0,17%       |
| Срби         | Срби         |             | 1           | 0,17%       |
| неопредељени | неопредељени |             | 2           | 0,35%       |
| непознато    | непознато    |             | 3           | 0,53%       |
| укупно: 561  |              |             |             |             |